# Вириал
Вириал для множества {\displaystyle N} точечных частиц в механике определяется как скалярная функция:
{\displaystyle \sum _{k=1}^{N}\mathbf {F} _{k}\cdot \mathbf {r} _{k},}
где {\displaystyle \mathbf {r} _{k}} и {\displaystyle \mathbf {F} _{k}} — пространственные векторы координат и сил для {\displaystyle k}-й частицы.
Выражение «вириал» происходит от латинских слов «vis», «viris» — «сила» или «энергия». Оно было введено Клаузиусом в 1870 году.

## Теорема о вириале
Для стабильной системы, связанной потенциальными силами, справедлива теорема о вириале:
{\displaystyle 2\langle T\rangle =-\sum _{k=1}^{N}\langle \mathbf {F} _{k}\cdot \mathbf {r} _{k}\rangle ,}
где {\displaystyle \langle T\rangle } представляет среднюю полную кинетическую энергию и {\displaystyle \mathbf {F} _{k}} — сила, действующая на {\displaystyle k}-ю частицу.
В частном случае, когда соответствующая силе потенциальная энергия взаимодействия {\displaystyle V(r)} пропорциональна {\displaystyle n}-й степени расстояния между частицами {\displaystyle r}, вириальная теорема принимает простую форму
{\displaystyle 2\langle T\rangle =n\langle U\rangle .}
Другими словами, удвоенная средняя полная кинетическая энергия {\displaystyle T} равна {\displaystyle n}-кратной средней полной потенциальной энергии {\displaystyle U}.
Значение теоремы о вириале состоит в том, что она позволяет вычислить среднюю полную кинетическую энергию даже для очень сложных систем, недоступных для точного решения, которые рассматривает, например, статистическая механика. Например, теорему о вириале можно использовать, чтобы вывести эквипарциальную теорему (теорема о равномерности распределении энергии по степеням свободы)  или вычислить предел Чандрасекара для устойчивости белого карлика.

## Производная по времени и усреднение
С вириалом тесно связана другая скалярная функция:
{\displaystyle G=\sum _{k=1}^{N}\mathbf {p} _{k}\cdot \mathbf {r} _{k},}
где {\displaystyle \mathbf {p} _{k}} есть импульс {\displaystyle k}-й частицы.
Производную по времени от функции {\displaystyle G} можно записать так:
{\displaystyle {\frac {dG}{dt}}=\sum _{k=1}^{N}{\frac {d\mathbf {p} _{k}}{dt}}\cdot \mathbf {r} _{k}+\sum _{k=1}^{N}\mathbf {p} _{k}\cdot {\frac {d\mathbf {r} _{k}}{dt}}=}
{\displaystyle =\sum _{k=1}^{N}\mathbf {F} _{k}\cdot \mathbf {r} _{k}+\sum _{k=1}^{N}m_{k}{\frac {d\mathbf {r} _{k}}{dt}}\cdot {\frac {d\mathbf {r} _{k}}{dt}}}
или в более простой форме
{\displaystyle {\frac {dG}{dt}}=2T+\sum _{k=1}^{N}\mathbf {F} _{k}\cdot \mathbf {r} _{k}.}
Здесь {\displaystyle m_{k}} масса {\displaystyle k}-й частицы, {\displaystyle \mathbf {F} _{k}={\frac {d\mathbf {p} _{k}}{dt}}} — полная сила, действующая на частицу, а {\displaystyle T} — полная кинетическая энергия системы
{\displaystyle T={\frac {1}{2}}\sum _{k=1}^{N}m_{k}v_{k}^{2}={\frac {1}{2}}\sum _{k=1}^{N}m_{k}{\frac {d\mathbf {r} _{k}}{dt}}\cdot {\frac {d\mathbf {r} _{k}}{dt}}.}
Усреднение этой производной за время {\displaystyle \tau } определяется следующим образом:
{\displaystyle \left\langle {\frac {dG}{dt}}\right\rangle _{\tau }={\frac {1}{\tau }}\int \limits _{0}^{\tau }{\frac {dG}{dt}}\,dt={\frac {1}{\tau }}\int \limits _{0}^{\tau }dG={\frac {G(\tau )-G(0)}{\tau }},}
откуда мы получим точное решение
{\displaystyle \left\langle {\frac {dG}{dt}}\right\rangle _{\tau }=2\langle T\rangle _{\tau }+\sum _{k=1}^{N}\langle \mathbf {F} _{k}\cdot \mathbf {r} _{k}\rangle _{\tau }.}

## Вириальная теорема
Вириальная теорема утверждает:
Если {\displaystyle \left\langle {\frac {dG}{dt}}\right\rangle _{\tau }=0}, то
{\displaystyle 2\langle T\rangle _{\tau }=-\sum _{k=1}^{N}\langle \mathbf {F} _{k}\cdot \mathbf {r} _{k}\rangle _{\tau }.}
Имеется несколько причин того, почему усреднение производной по времени исчезает, то есть {\displaystyle \left\langle {\frac {dG}{dt}}\right\rangle _{\tau }=0}. Одна часто цитируемая причина апеллирует к связанным системам, то есть системам, которые остаются ограниченными в пространстве. В этом случае функция {\displaystyle G^{\mathrm {bound} }} обычно ограничена двумя пределами, {\displaystyle G_{\min }} и {\displaystyle G_{\max }}, и среднее стремится к нулю в пределе очень долгих времен {\displaystyle \tau }:
{\displaystyle \lim _{\tau \to \infty }\left|\left\langle {\frac {dG^{\mathrm {bound} }}{dt}}\right\rangle _{\tau }\right|=\lim _{\tau \to \infty }\left|{\frac {G(\tau )-G(0)}{\tau }}\right|\leqslant \lim _{\tau \to \infty }{\frac {G_{\max }-G_{\min }}{\tau }}=0.}
Данный вывод справедлив лишь для тех систем, в которых функция {\displaystyle G} зависит только от времени и не зависит существенно от координат. Если среднее значение производной по времени {\displaystyle \left\langle {\frac {dG}{dt}}\right\rangle _{\tau }\approx 0}, вириальная теорема имеет ту же степень приближения.

## Соотношение с потенциальной энергией
Полная сила {\displaystyle \mathbf {F} _{k}}, действующая на частицу {\displaystyle k}, есть сумма всех сил действующих со стороны других частиц {\displaystyle j} в системе
{\displaystyle \mathbf {F} _{k}=\sum _{j=1}^{N}\mathbf {F} _{jk},}
где {\displaystyle \mathbf {F} _{jk}} — сила, действующая на частицу {\displaystyle j} со стороны частицы {\displaystyle k}. Отсюда, слагаемое в производной по времени от функции {\displaystyle G}, содержащее силу, можно переписать в виде:
{\displaystyle \sum _{k=1}^{N}\mathbf {F} _{k}\cdot \mathbf {r} _{k}=\sum _{k=1}^{N}\sum _{j=1}^{N}\mathbf {F} _{jk}\cdot \mathbf {r} _{k}.}
Поскольку отсутствует самодействие (то есть {\displaystyle \mathbf {F} _{jk}=0}, где {\displaystyle j=k}), мы получим:
{\displaystyle \sum _{k=1}^{N}\mathbf {F} _{k}\cdot \mathbf {r} _{k}=\sum _{k=1}^{N}\sum _{j<k}\mathbf {F} _{jk}\cdot \mathbf {r} _{k}+\sum _{k=1}^{N}\sum _{j>k}\mathbf {F} _{jk}\cdot \mathbf {r} _{k}=\sum _{k=1}^{N}\sum _{j<k}\mathbf {F} _{jk}\cdot (\mathbf {r} _{k}-\mathbf {r} _{j}),}
где мы предположим, что выполняется третий закон Ньютона, то есть {\displaystyle \mathbf {F} _{jk}=-\mathbf {F} _{kj}} (равны по модулю и противоположны по направлению).
Часто случается, что силы могут быть получены из потенциальной энергии {\displaystyle V}, которая является функцией только расстояния {\displaystyle r_{jk}} между точечными частицами {\displaystyle j} и {\displaystyle k}. Поскольку сила — это градиент потенциальной энергии с обратным знаком, мы имеем в этом случае
{\displaystyle \mathbf {F} _{jk}=-\nabla _{\mathbf {r} _{k}}V=-{\frac {dV}{dr}}{\frac {\mathbf {r} _{k}-\mathbf {r} _{j}}{r_{jk}}},}
который равен по модулю и противоположен по направлению вектору {\displaystyle \mathbf {F} _{kj}=-\nabla _{\mathbf {r} _{j}}V} — силе, которая действует со стороны частицы {\displaystyle k} на частицу {\displaystyle j}, как можно показать простыми вычислениями. Отсюда силовое слагаемое в производной от функции {\displaystyle G} по времени равно
{\displaystyle \sum _{k=1}^{N}\mathbf {F} _{k}\cdot \mathbf {r} _{k}=\sum _{k=1}^{N}\sum _{j<k}\mathbf {F} _{jk}\cdot (\mathbf {r} _{k}-\mathbf {r} _{j})=-\sum _{k=1}^{N}\sum _{j<k}{\frac {dV}{dr}}{\frac {(\mathbf {r} _{k}-\mathbf {r} _{j})^{2}}{r_{jk}}}=-\sum _{k=1}^{N}\sum _{j<k}{\frac {dV}{dr}}r_{jk}.}

## Применение к силам, зависящим от расстояния степенным образом
Часто оказывается, что потенциальная энергия {\displaystyle V} имеет вид степенной функции
{\displaystyle V(r_{jk})=\alpha r_{jk}^{n},}
где коэффициент {\displaystyle \alpha } и показатель {\displaystyle n} — константы. В таком случае, силовое слагаемое в производной от функции {\displaystyle G} по времени задаётся следующими уравнениями
{\displaystyle -\sum _{k=1}^{N}\mathbf {F} _{k}\cdot \mathbf {r} _{k}=\sum _{k=1}^{N}\sum _{j<k}{\frac {dV}{dr}}r_{jk}=\sum _{k=1}^{N}\sum _{j<k}nV(r_{jk})=nU,}
где {\displaystyle U} — полная потенциальная энергия системы:
{\displaystyle U=\sum _{k=1}^{N}\sum _{j<k}V(r_{jk}).}
В тех случаях, когда среднее от производной по времени {\displaystyle \left\langle {\frac {dG}{dt}}\right\rangle _{\tau }=0}, выполняется уравнение
{\displaystyle \langle T\rangle _{\tau }=-{\frac {1}{2}}\sum _{k=1}^{N}\langle \mathbf {F} _{k}\cdot \mathbf {r} _{k}\rangle _{\tau }={\frac {n}{2}}\langle U\rangle _{\tau }.}
Обычно приводимый пример — гравитационное притяжение, для которого {\displaystyle n=-1}. В том случае, средняя кинетическая энергия — половина средней отрицательной потенциальной энергии
{\displaystyle \langle T\rangle _{\tau }=-{\frac {1}{2}}\langle U\rangle _{\tau }.}
Этот результат является замечательно полезным для сложных гравитационных систем, типа солнечная система или галактика, и выполняется ещё для электростатической системы, для которой {\displaystyle n=-1} также.
Хотя это выражение получено для классической механики, вириальная теорема верна и для квантовой механики.

## Учёт электромагнитных полей
Вириальную теорему можно обобщить на случай электрических и магнитных полей. Результат:
{\displaystyle {\frac {1}{2}}{\frac {d^{2}}{dt^{2}}}I+\int \limits _{V}x_{k}{\frac {\partial P_{k}}{\partial t}}\,d^{3}r=2(T+U)+W^{E}+W^{M}-\int x_{k}(p_{ik}+T_{ik})\,dS_{i},}
где {\displaystyle I} — момент инерции, {\displaystyle P} — вектор Пойнтинга, {\displaystyle T} — кинетическая энергия «жидкости», {\displaystyle U} — случайная тепловая энергия частиц, {\displaystyle W^{E}} и {\displaystyle W^{M}} — энергия электрического и магнитного поля в рассматриваемом объёме системы, {\displaystyle p_{ik}} — тензор давления жидкости, выраженный в локальной движущейся системе координат, сопутствующей жидкости:
{\displaystyle p_{ik}=\Sigma n^{\sigma }m^{\sigma }\langle v_{i}v_{k}\rangle ^{\sigma }-V_{i}V_{k}\Sigma m^{\sigma }n^{\sigma }}
и {\displaystyle T_{ik}} — тензор энергии-импульса электромагнитного поля:
{\displaystyle T_{ik}=\left({\frac {\varepsilon _{0}E^{2}}{2}}+{\frac {B^{2}}{2\mu _{0}}}\right)\delta _{ik}-\left(\varepsilon _{0}E_{i}E_{k}+{\frac {B_{i}B_{k}}{\mu _{0}}}\right).}
Плазмоид — ограниченная конфигурация магнитных полей и плазмы. С помощью вириальной теоремы легко показать, что любая такая конфигурация расширяется, если не сдерживается внешними силами. В конечной конфигурации поверхностный интеграл исчезнет без оказывающих давление стен или магнитных катушек. Так как все другие слагаемые справа положительные, ускорение момента инерции также будет положительно. Легко оценить время расширения {\displaystyle \tau }. Если полная масса {\displaystyle M} ограничена в пределах радиуса {\displaystyle R}, то момент инерции — примерно {\displaystyle MR^{2}}, и левая сторона в вириальной теореме — {\displaystyle MR^{2}/\tau ^{2}}. Слагаемые справа составляют в целом величину порядка {\displaystyle pR^{3}}, где {\displaystyle p} — большее из плазменного давления или магнитного давления. Приравнивая эти два члена и учитывая, что {\displaystyle M=m_{i}nV\sim m_{i}nR^{3}}, {\displaystyle p\sim nkT}, {\displaystyle c_{s}^{2}\sim {\frac {kT}{m_{i}}}}, где
{\displaystyle m_{i}} есть масса иона, {\displaystyle n} — концентрация ионов, {\displaystyle V\sim R^{3}} — объём плазмоида, {\displaystyle k} — постоянная Больцмана, {\displaystyle T} — температура, для {\displaystyle \tau } находим:
{\displaystyle \tau \sim R/c_{s},}
где {\displaystyle c_{s}} является скоростью ионной акустической волны (или волны Альфена, если магнитное давление выше, чем плазменное давление). Таким образом, время жизни плазмоида, как ожидают, будет равняться по порядку величины акустическому (альфеновскому) времени прохождения.

## Релятивистская однородная система
В случае, когда в физической системе учитывается поле давления, электромагнитное и гравитационное поля, а также поле ускорений частиц, теорема вириала в релятивистской форме записывается так:
{\displaystyle ~\langle W_{k}\rangle \approx -0{,}6\sum _{k=1}^{N}\langle \mathbf {F} _{k}\cdot \mathbf {r} _{k}\rangle ,}
причём величина {\displaystyle ~W_{k}\approx \gamma _{c}T} превышает кинетическую энергию частиц {\displaystyle ~T} на множитель, равный фактору Лоренца {\displaystyle ~\gamma _{c}} частиц в центре системы. В обычных условиях можно считать, что {\displaystyle ~\gamma _{c}\approx 1}, и тогда видно, что в теореме вириала кинетическая энергия связана с потенциальной энергией не коэффициентом 0,5, а скорее коэффициентом, близким к 0,6. Отличие от классического случая возникает за счёт учёта поля давления и поля ускорений частиц внутри системы, при этом производная от скалярной функции {\displaystyle ~G} не равна нулю и должна рассматриваться как производная Лагранжа.
Анализ интегральной теоремы обобщённого вириала позволяет найти на основе теории поля формулу для среднеквадратичной скорости типичных частиц системы, не используя понятия температуры:
{\displaystyle v_{\mathrm {rms} }=c{\sqrt {1-{\frac {4\pi \eta \rho _{0}r^{2}}{c^{2}\gamma _{c}^{2}\sin ^{2}{\left({\frac {r}{c}}{\sqrt {4\pi \eta \rho _{0}}}\right)}}}}},}
где {\displaystyle ~c} есть скорость света, {\displaystyle ~\eta } — постоянная поля ускорений, {\displaystyle ~\rho _{0}} — плотность массы частиц, {\displaystyle ~r} — текущий радиус.
В отличие от теоремы вириала для частиц, для электромагнитного поля теорема вириала записывается следующим образом: 
{\displaystyle ~E_{kf}+2W_{f}=0,}
где энергия {\displaystyle ~E_{kf}=\int {A_{\alpha }j^{\alpha }{\sqrt {-g}}dx^{1}dx^{2}dx^{3}}}
рассматривается как кинетическая энергия поля, связанная с 4-током {\displaystyle ~j^{\alpha }}, а величина
{\displaystyle ~W_{f}={\frac {1}{4\mu _{0}}}\int {F_{\alpha \beta }F^{\alpha \beta }{\sqrt {-g}}dx^{1}dx^{2}dx^{3}}}
задаёт потенциальную энергию поля, находимую через компоненты электромагнитного тензора.